# Кескинов
Кескинов/-ев, Кискинов/-ев, Кискински са родови имена с корен турската дума keskin (кескин), буквално от турски остър, използвана за човешки характер със значение на човек с тежък характер, суров, строг или неотстъпчив.

## Личности с такова родово име
- Иван Кескинов (р.1970), български тенисист
- Иво Кискинов (р.1973), български футболист
- Марина Кискинова (р.1992), певица

Иван Кескинеков – български историк 1985 – ?